# هوهانس دوازدهم آرشارونی
هوهانس دوازدهم آرشارونی (ارمنی: Յովհաննես Արշարունի؛ انگلیسی: Hovhannes XII Arsharuni؛ زاده۱۸۵۴ – درگذشته ۲۱ ژانویهٔ ۱۹۲۹) کشیش اهل ارمنی‌تبار اهل امپراتوری عثمانی که از تاریخ ۱۹۱۱ تا تاریخ ۱۹۱۳ سمت پاتریارک ارمنی کنستانتینوپل را برعهده داشت.

## زندگی‌نامه
وی در ۱۸۵۴ در کنستانتینوپل به دنیا آمد و از دبیرستان گالاتاسرای فارغ‌التحصیل گشت. . وی در ۲۱ ژانویهٔ ۱۹۲۹ در سن ۷۵ سالگی در کنستانتینوپل درگذشت و در گورستان ارامنه شیشلی به خاک سپرده شد.